# Десетте лъжи на македонизма
„Десетте лъжи на македонизма“ (на македонска литературна норма: Десетте лаги на македонизмот) е книга от 2003 година на българския историк Божидар Димитров, директор на Националния исторически музей, издадена на български и македонски литературен език.
Десетте лъжи на македонизма, както са формулирани от автора, са твърденията на македонската историография че:
1. Съвременните македонци са наследници на населението на Древна Македония;
2. Българите са „татари“, а македонците – „чисти славяни“;
3. Светите Кирил и Методий, Климент Охридски, Горазд, Сава и Ангеларий са „македонски просветители“, създатели на македонската азбука
4. Самуил е „македонски“ цар на т.нар. „Македонско царство“;
5. Охридската архиепископия (1019 – 1767) е „македонска“ църква;
6. Македонците са били „заробени“ от Българската екзархия;
7. ВМРО e македонска организация, целяща освобождението на македонския народ;
8. Кръсте Мисирков – македонец №1 на XX век;
9. Македонците са се съпротивлявали яростно срещу българската окупация (1941 – 1944);
10. За радостта от повторното присъединяване към СФР Югославия през 1946 и за 250-те хиляди македонци, останали в България.

В България книгата е издадена за първи път от университетското издателство „Св. Климент Охридски“, а в Северна Македония – от издателство „Блаже Коневски“ в Струмица. Книгата предизвиква широк обществен отзвук и в двете страни.
На македонски литературен език книгата може да бъде намерена онлайн.
Книгата е преиздадена през 2015 година (ISBN 789542953456) от издателство „Уникарт“.